# Zabeau Bellanton
Elisabeth "Zabeau" Bellanton (1751-fallecida después de 1782), fue una comerciante de esclavos francesa de época de Saint Domingue (actual Haití).
Se trató de la comerciante de Saint Domingue de mayor éxito de su tiempo, cuya principal actividad fue el comercio de esclavos. 

## Biografía
Los antecedentes de Zabeau Bellanton son en gran parte desconocidos. Vivía en Cap-Haïtien y figuraba como mulata (en francés, mulatresse), una mujer de color libre. Su padre era desconocido, y aunque tenía una hija referida como cuarterona (en francés, quarteronne), ningún amante o cónyuge le es conocido, y la hija llevaba tan solo su apellido, Bellanton.
Zabeau Bellanton se convertiría en la mujer de negocios más exitosa en la colonia, un éxito algo inusual para su género y raza combinados en Saint Domingue. Mientras las personas libres de color a menudo se dedicaban a los negocios y comercio, y la gens de couleur en Saint Domingue era particularmente conocida por ser la más rica del Caribe, el número de verdaderamente ricos entre ellos no obstante era pequeño. Si bien era poco habitual que las mujeres blancas se dedicaran a los negocios, era común que las mujeres de color libres lo hicieran: dos tercios de los clientes de color que aparecen ante notarios en Cap-Haïtien o Puerto Príncipe para comprar o vender propiedades en 1776-1789 eran mujeres. Sin embargo, sólo tres de ellas; Zabeau Bellanton de Cap-Francais, Jeanne-Genevieve Deslandes de Puerto Príncipe, y Anne Rossignol de Cap-Francais, fueron verdaderamente ricas. 
En Saint Domingue, era muy común para las mujeres de color libres convertirse en amantes de un hombre blanco que, cuando moría o dejaba la isla para regresar a Francia, les dejaban dinero o propiedades, lo que permitía a sus antiguas amantes mantener negocios, y la mayoría de las mujeres de color empresarias tuvieron este fondo. Bellanton era inusual en el sentido de que ella, por lo que se sabía, comenzó y desarrolló su negocio por ella misma en lugar de con el dinero legado por un antiguo amante blanco.

### Actividad empresarial
Figuraba oficialmente en las actas notariales como confiseuse (fabricante de mermeladas), pero en realidad estaba involucrada en el comercio de esclavos. Su negocio consistía en comprar los más baratos de los bossale o esclavos directamente desembarcados del navío de esclavos procedente de África, esclavos que tenían un precio bajo debido a su corta edad o débil condición de salud; entonces los alquilaba por una fracción de su valor por un periodo de algunos meses, hasta que estuvieran lo suficientemente saludables como para ella encontrar un comprador, entonces los recuperaba y los vendía a buen precio. Este método le aseguraba que si alguno de los esclavos moría antes de poderlo vender, solo perdería la pequeña diferencia del pago del tiempo de la peonada, y el precio de compra. Durante la Guerra de Independencia de los Estados Unidos, también compró ilegalmente de contrabando a barcos negreros británicos, y mantenía contactos con los comerciantes de esclavos en Martinica.
Oficialmente, no tenía ningún socio empresarial aparte de su procureur o director empresarial Justin Viart, pero en realidad, parece haber tenido varios socios empresariales no oficiales invirtiendo en su actividad, incluso socios blancos: es conocida por haber pagado un "préstamo" al actor Jean Baptiste Le Sueur Fontaine de 13.884 livres, que probablemente era en realidad su participación en las ganancias por invertir en su negocio.
Su método empresarial era considerado inmoral incluso en la economía esclavista contemporánea de Saint Domingue, pero era enormemente lucrativo y le permitió un alto nivel de vida similar al de los plantadores blancos. Invertía sus beneficios en inmuebles urbanos y poseyó varias casas en Cap-Francais, una de ellas con un valor de 18.000 livres, y seis esclavos para su uso personal.

### Últimos años
En 1782, en los años precedentes a la revolución Haitiana Zabeau Bellanton abandonó Saint Domingue por Francia, lo que era común entre la élite en Saint Domingue, que a menudo abandonaba la colonia para regresar a Francia en cuanto podían permitirse el lujo de hacerlo. Antes de su partida dejó un testamento en que su fortuna es evidente: dejó bienes inmuebles por valor de 1.500 livres a su madrina en usufructo; 3.000 livres al sacerdote de la parroquia de Le Cap para ser distribuidas entre blancos pobres y gente de color libre; 132 livres como pensión mensual para su madre; y 2.000 livres y el 10 por ciento de sus bienes inmuebles a su director empresarial Viart, con un contrato para dirigir los asuntos de su hija hasta que fuera adulta.